# 暫定
| ウィキペディアには「暫定」という見出しの百科事典記事はありません（タイトルに「暫定」を含むページの一覧/「暫定」で始まるページの一覧）。 代わりにウィクショナリーのページ「暫定」が役に立つかもしれません。 |